# Балинскис, Увис Янис
Увис Балинскис (латыш. Uvis Jānis Balinskis; род. 1 августа 1996, Вентспилс) — латышский профессиональный хоккеист, защитник клуба национальной хоккейной лиги «Флорида Пантерс». Игрок сборной Латвии по хоккею с шайбой. Бронзовый призёр чемпионата мира 2023 года. Участник зимних Олимпийских игр 2022 года. Обладатель Кубка Стэнли 2025 года.

## Клубная карьера
До 2015 года латышский хоккеист играл в различных немецких командах в юношеских лигах, но затем перешёл в ХК Рига, который выступал в МХЛ. В ходе своего первого сезона Увис сыграл один матч в КХЛ за клуб «Динамо» из Риги. В сезоне 2016/2017 годов в составе Динамо провел уже 21 матч, а с 2018 года стал игроком основного состава.
С 2020 по 2023 годы выступал в чешской лиге, сначала за Литвинов, а затем один сезон провёл в Били Тигржи. В апреле 2023 года подписал контракт с Флоридой Пантерз и переехал играть в Национальную хоккейную лигу.
После успешных тренировок Балинскис был включен в заявку Флориды уже в первом матче сезона и в возрасте 27 лет дебютировал в НХЛ. В ноябре в игре против Каролины латыш забил свой первый гол в НХЛ.

## Карьера в сборной
С 2016 года выступает в составе сборной Латвии по хоккею. Принимал участие в чемпионатах мира 2017, 2018, 2019, 2021 и 2023 годов. Стал обладателем бронзовой медали чемпионата мира 2023 года.
В 2022 году в составе сборной Латвии принял участие в зимних Олимпийских играх, которые состоялись в Пекине. Команда заняла последнее место в группе С, а в плей-офф квалификации за выход в четвертьфинал проиграла Дании 2:3.